# Amt Blumberg
Das Amt Blumberg war in napoleonischer Zeit eine Verwaltungseinheit im Südosten des Großherzogtums Baden. Es bestand von 1807 bis 1813.

## Geschichte

### Historischer Hintergrund
Im hohen Mittelalter hatte sich am südwestlichen Ende der Baaralb mit den Herren von Blumberg ein lokales Adelsgeschlecht etablieren können. Ihr gleichnamiges Herrschaftsgebiet wurde 1537 vom Haus Fürstenberg käuflich erworben. Aus diesem entstand das Obervogteiamt Blumberg, dem auch einige weitere Dörfer zugeordnet wurden, und das von einem Obervogt geleitet wurde.

### In badischer Zeit

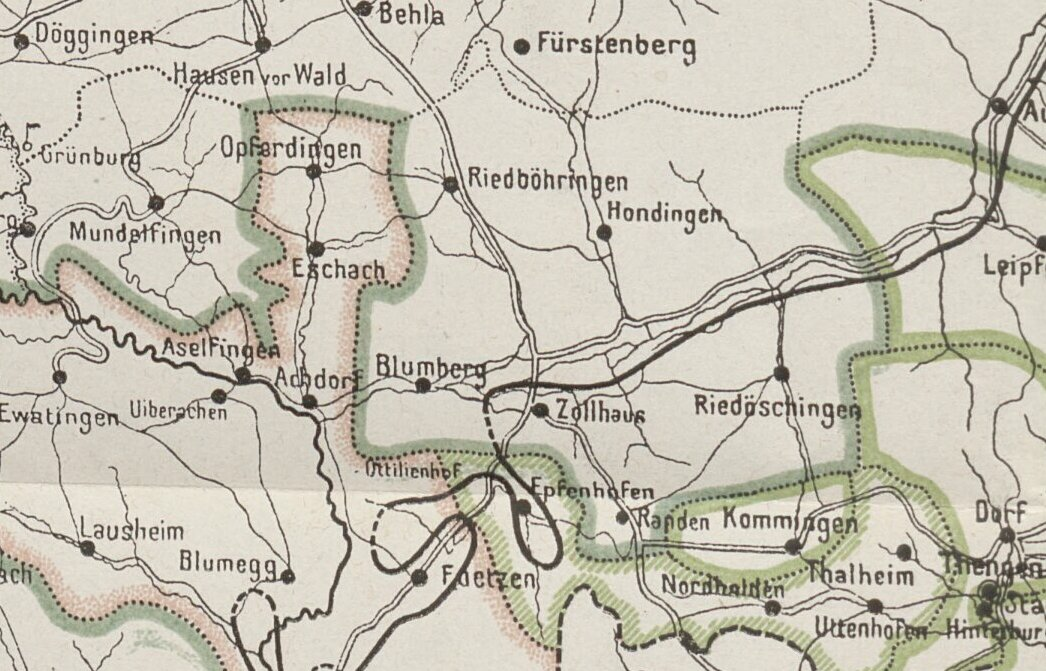
Orte des Amtes Blumberg

Mit der Rheinbundakte von 1806 wurde das Haus Fürstenberg mediatisiert, ihr Fürstentum Fürstenberg zum größten Teil der badischen Landeshoheit unterstellt. Dessen Regierung errichtete daher im Sommer 1807 das standesherrschaftliche Amt Blumberg, das sich, wie bereits zuvor, neben dem Hauptort Blumberg aus den Ortschaften Riedböhringen, Hondingen, Randen, Riedöschingen und Mundelfingen zusammensetzte. Im Rahmen der Verwaltungsstruktur des Landes wurde es der Provinz des Oberrheins, auch Badische Landgrafschaft genannt, zugeordnet. Leiter blieb der bisherige Obervogt, Franz Alois Würth.
Im Dezember 1807 wurde das Amt Blumberg dem landesherrschaftlichen Obervogteiamt Blumenfeld unterstellt. In Umsetzung des Novemberedikts von 1809 wurde diese Konstellation Anfang 1810 aufgehoben, das Amt unterstand nun dem neu errichteten Donaukreis. Ende 1810 wurde das Amt Donaueschingen aufgelöst und dem Amt Hüfingen eingegliedert.
Nachdem die Aufhebung der Patrimonialgerichtsbarkeit 1813 eine einheitliche Zuständigkeit der Ämter ermöglicht hatte, war vorgesehen, Blumberg dem Bezirksamt Hüfingen einzugliedern. Dies wurde aber nicht umgesetzt, stattdessen entstand aus dem fürstenbergischen Amt Blumberg das großherzogliche Bezirksamt Blumberg.

## Weitere Entwicklung
1824 wurde das Bezirksamt Blumberg, wie 1813 vorgesehen, dann doch aufgelöst und dem Bezirksamt Hüfingen eingegliedert. Dieses ging 1849 im Bezirksamt Donaueschingen, der 1939 in den Landkreis Donaueschingen umgewandelt wurde, auf. Im Zuge der Kreisreform Anfang 1973 kamen Blumberg und Umgebung zum Schwarzwald-Baar-Kreis.